# Isotopía del ambiente
En matemática, y más concretamente en topología, diremos que dos embebimientos o encajes {\displaystyle f,g:V\rightarrow M} son isotópicos si podemos pasar de uno al otro  a través de una serie de pasos intermedios, por medio de una deformación del espacio ambiente. A la deformación citada se le denomina isotopía del ambiente o simplemente, isotopía de M. 
Más concretamente, una isotopía del ambiente consistirá en una  familia uniparamétrica continua de homeomorfismos {\displaystyle H_{t}\,} del espacio ambiente M, de modo que {\displaystyle H_{0}=Id_{M}\,} y {\displaystyle H_{1}\circ f=g.}. 
Si lo relacionamos con el concepto de homotopía, podemos decir que H es una homotopía que lleva la identidad en el homeomorfismo que transforma f en g.
El que dos embebimientos sean isotópicos de algún modo nos indica que embeben a V de la misma forma. De acuerdo con E. C. Zeeman, el problema del anudamiento, es decir, el responder a la pregunta "¿cuándo dos embebimientos son isotópicos?" es uno de los tres problemas clásicos de topología y uno de los más duros.
En topología geométrica, por ejemplo en teoría de nudos, la idea de isotopía se usa para construir relaciones de equivalencia. Por ejemplo, dos nudos K1 y K2 del espacio tridimensional se consideran equivalentes si podemos deformar uno en otro atravesando un camino de homeomorfismos que se corresponde con la definición de isotopía: empezando por el homeomorfismo identidad del espacio tridimensional y terminando en un homeomorfismo H1 que lleva K1 en K2.